# 서울 안양암 극락왕생도
서울 안양암 극락왕생도(서울 安養庵 極樂往生圖)는 서울특별시 종로구 창신동 안양암에 있는 조선시대의 극락왕생도이다. 2004년 9월 30일 서울특별시의 유형문화재 제188호로 지정되었다.

## 개요
현재 대웅전의 향우측에 모셔져 있는 이 그림은 화기(畵記)가 없어 정확한 제작연대와 화사는 알 수 없지만 작품의 경향으로 볼 때 19세기 말~20세기 초반에 제작된 작품으로 추정된다.
2폭의 그림이 상․하로 나뉘어 조성되었는데 위쪽의 그림은 극락연지를 배경으로 아미타삼존이 청련화(靑蓮花) 위에 결가부좌하고 있고 연꽃이 만발한 연지 속에는 활짝 핀 연꽃 속에서 연화화생(蓮花化生)하는 장면을 그렸으며 아래쪽의 그림은 반야용선도(般若龍船圖)를 그렸다. 반야용선도(般若龍船圖)는 전각형의 용선(龍船) 안에 여래와 극락왕생하는 중생들이 타고 있는 모습을 표현한 것인데 용선 앞에는 인로왕보살(引路王菩薩)이 극락으로 가는 길을 안내하고 있고 용선(龍船) 뒤쪽에는 관음보살(觀音菩薩)이 서 있다.
이 그림은 20c 초반 일섭(日燮) 스님의 아미타불화에도 응용될 만큼 도상적으로 우수하고, 그림 왼쪽에 〈반야용선도(般若龍船圖)〉라는 글씨가 적혀 있어 당시 이와 같은 극락왕생도에 어떠한 명칭을 붙여 불렀는지도 알 수 있으며 원형도 잘 유지되어 있다.

## 참고 문헌
- 안양암 극락왕생도 - 국가유산청 국가유산포털